# Aphylla distinguenda
Aphylla distinguenda – gatunek ważki z rodziny gadziogłówkowatych (Gomphidae). Występuje na terenie Ameryki Południowej.